# Zerindu Mic, Arad
Zerindu Mic (în trecut Luntreni) este un sat în comuna Mișca din județul Arad, Crișana, România.

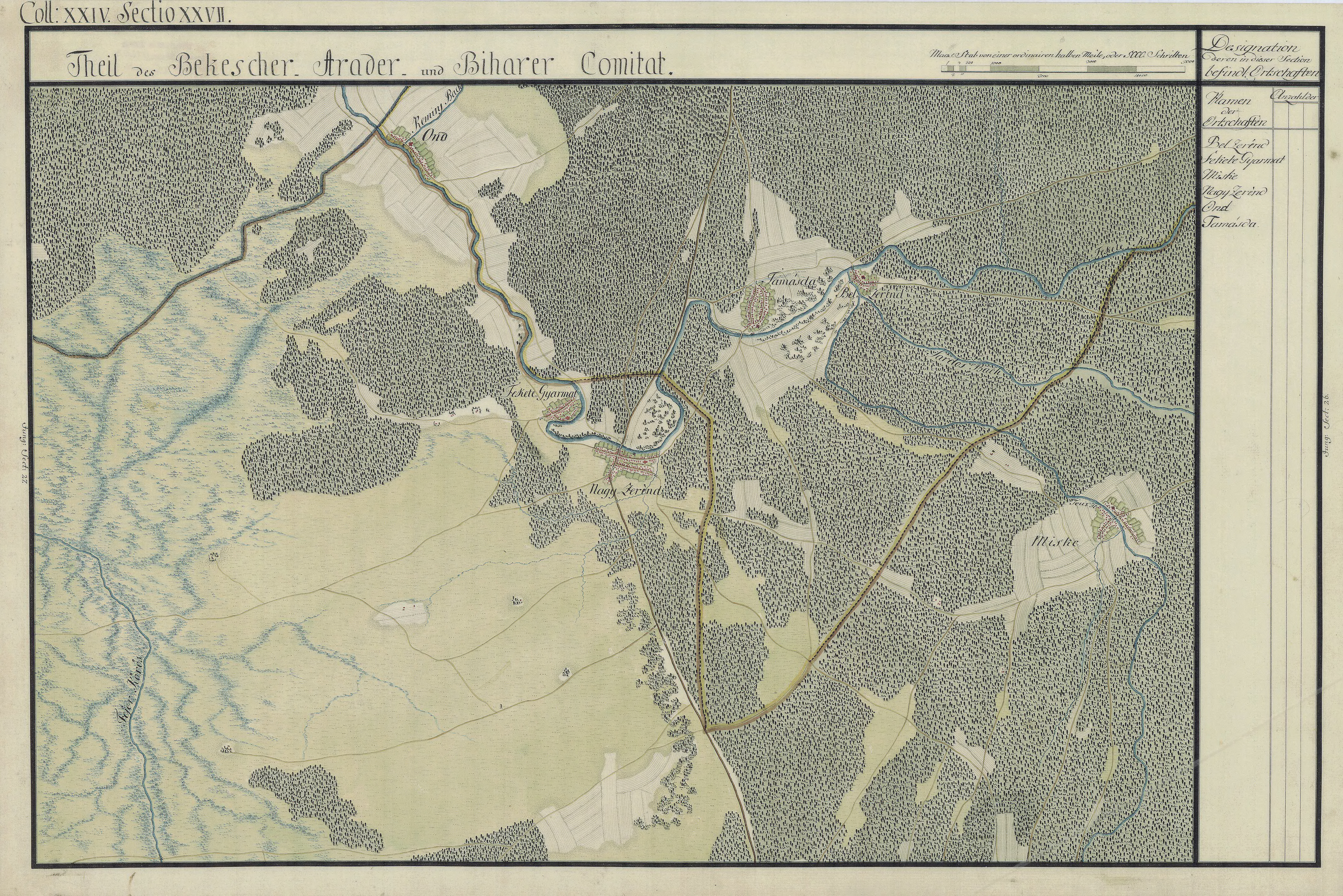
Zerindu Mic în Harta Iozefină a Comitatului Arad, 1782-85